# Diócesis de Trebisonda
La diócesis de Trebisonda o de Trapezus (en latín: Dioecesis Trapezuntina y en italiano: Diocesi di Trebisonda) fue una circunscripción eclesiástica de la Iglesia católica en Turquía. Se trataba de una diócesis latina, sufragánea de la arquidiócesis de Bósforo. Fue suprimida de hecho probablemente en el siglo XV y restaurada como arquidiócesis titular en el siglo XVII. Desde el 17 de enero de 1965 es sede vacante.

## Territorio y organización

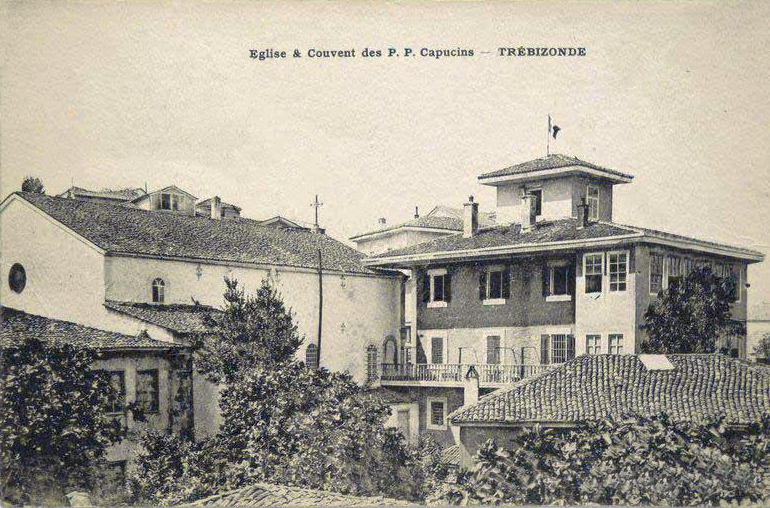
Iglesia y monasterio de los capuchinos en Trebisonda en una postal de finales del

La diócesis extendía su jurisdicción sobre los fieles católicos de rito latino residentes en la ciudad de Trebisonda.
La sede de la diócesis se encontraba en la ciudad de Trapezus (actual Trebisonda).

## Historia

### Metropolitanato griego
Trapezus fue una diócesis sufragánea del metropolitanato de Neocesarea, que antes de 787 fue elevada al rango de arquidiócesis autocéfala con el título de Trapezus de Lázica. Circa 840 pasó a ser una sede metropolitana. En la Notitia Episcopatuum atribuida al emperador León VI (principios del siglo X), Trapezus ocupaba el puesto 33 entre las metrópolis del patriarcado y se le asignaban siete sufragáneas: Cherianon, Chamazur, Chachaeon, Paiper, Cherameos, Lerion y Bizanon. En el siglo XII tenía 18 diócesis sufragáneas.
En abril de 1204, cuando los cruzados crearon el Imperio latino de Constantinopla, Trebisonda se declaró independiente y formó el Imperio de Trebisonda, que subsistió hasta la ocupación otomana el 15 de agosto de 1461. 

### Diócesis latina
En los siglos XIII y XIV Trapezus fue sede de una importante colonia genovesa, que dio lugar a una diócesis latina en paralelo al metropolitanato de Trapezus ortodoxo griego.
Desde 1289 había en la ciudad un monasterio franciscano, mientras que en 1315 Andrea della Terza había fundado un convento dominico. Además, Trebisonda fue la sede del Custodio de la vicaria Orientalis.
En la bula que establece la sede metropolitana de Bósforo (5 de julio de 1333), Trebisonda se incluye entre las diversas diócesis sufragáneas, presumiblemente erigidas en esta ocasión.
Sin embargo, no se conoce la fecha del nombramiento del primer obispo, Antonio. Formó parte de una importante embajada del catolicós armenio ante el papa Clemente VI en 1344 con vistas a la unión de la Iglesia apostólica armenia con la Iglesia católica. Incapaz de regresar a su diócesis debido a los disturbios antilatinos en Trebisonda, fue nombrado obispo de Galtellì en Cerdeña. Su sucesor, Mathieu, tampoco abandonó nunca su sede en Cambrai: el papa tuvo que concederle beneficios, ya que no podía vivir de las rentas de su diócesis. El tercer obispo fue Cosme, episcopus Traphasonensis, quien sin embargo residió durante tres años en la corte papal de Aviñón antes de ser trasladado a Sarai.
Le siguen otros obispos, como se recoge en la cronología de Eubel, que según Richard incluye obispos titulares, pero también probables obispos residenciales. La lista de diócesis a las que se envió un colecta apostólica en 1429 ya no incluye Trebisonda.

### Arquidiócesis titular
Desde el siglo XVII Trebisonda figura entre las sedes titulares de la Iglesia católica como arquidiócesis de Trebisonda. Desde el 16 de julio de 1969 es sede vacante.

## Episcopologio

### Obispos latinos
- Antonio † (?-13 de julio de 1345 nombrado obispo de Galtellì)
- Mathieu, O.C. † (antes de octubre de 1345-1359 falleció)
- Cosma, O.F.M. † (antes de noviembre de 1359[nota 2]-17 de junio de 1362 nombrado arzobispo de Sarai)
- Ludovico † (? - 28 de enero de 1376 nombrado obispo de Stefaniaco)
- Alessandro, O.F.M. † (?-3 de septiembre de 1387 nombrado obispo de Caffa)
- Giovanni (Mundel), O.F.M. † (?-? falleció)
- Bartolomeo, O.E.S.A. † (14 de noviembre de 1390-? falleció)
- Michele Petri, O.S.B. † (22 de mayo de 1405-?)
- Michele, O.F.M. † (23 de octubre de 1409-?)
- Nicola di Gamundia, O.F.M. † (2 de diciembre de 1409-? falleció)
- Paulus Marklini de Heilbronn, O.F.M. † (31 de enero de 1414-?)
- Marco Viaro, O.F.M. † (11 de abril de 1427-? falleció)
- Gregorio di Corsanegro, O.S.B. † (14 de marzo de 1429-? falleció)

### Arzobispos titulares
- Simone Brosio Horstein † (24 de agosto de 1626-13 de enero de 1642 falleció)
- Crispin Fuk von Hradiste, O.Praem. † (18 de abril de 1644-23 de agosto de 1653 falleció)
- Agostino Franciotti † (4 de mayo de 1654-febrero de 1670 falleció)
- Francesco Casati † (2 de junio de 1670-16 de octubre de 1702 falleció)
- Carlos Borja Centellas y Ponce de León † (20 de julio de 1705-21 de junio de 1721 nombrado cardenal presbítero de Santa Pudenciana)
- Vincenzo Santini † (28 de mayo de 1721-antes del 30 de julio de 1728 falleció)
- Alexius Antonius von Nassau † (20 de septiembre de 1728-?)
- Antonio Luigi Piatti † (13 de agosto de 1821-2 de octubre de 1837 nombrado patriarca de Antioquía)
- George Errington † (30 de marzo de 1855-19 de enero de 1884 falleció)
- Edmund Stonor † (11 de febrero de 1889-28 de febrero de 1912 falleció)
- Teodoro Valfrè di Bonzo † (13 de septiembre de 1916-15 de diciembre de 1919 nombrado cardenal presbítero de Santa María sobre Minerva)
- Giuseppe Antonio Zucchetti, O.F.M.Cap. † (8 de marzo de 1920-1 de junio de 1931 falleció)
- Carlo Alberto Ferrero di Cavallerleone † (28 de octubre de 1944-16 de julio de 1969 falleció)